# De brief voor de koning (film)
De brief voor de koning är en nederländsk äventyrsfilm från 2008, baserad på boken Brevet till kungen av Tonke Dragt. Filmen är regisserad av Pieter Verhoeff och huvudrollen spelas av Yannick van de Velde.

## Rollista (i urval)
- Yannick van de Velde – Tiuri
- Quinten Schram – Piak
- Rüdiger Vogler – Kung Unauwen/Menaures
- Hanna Schwamborn – Lavinia
- Lars Rudolph – Slupor
- Victor Reinier – Ristridin
- Daan Schuurmans – Bendoe
- Raymond Thiry – Tiuri den tappre
- Derek de Lint – Kung Dagonaut
- Gijs Scholten van Aschat – Edwinem
- Kees Boot – Jaro
- Hans Dagelet – Warmin
- Monic Hendrickx – Tiuris mor
- Uwe Ochsenknecht – Lord Rafox